# Nick Valensi
Nick Valensi (født 16. januar 1981) er guitarist i det amerikanske band The Strokes. Han voksede op i New York og lærte at spille guitar som 5 årig. 
Nick Valensi spiller på en Epiphone Riviera Nick Valensi Signature, som er lavet i Epiphones elitist serie.

## Diskografi
Med CRX
- New Skin (2016)
- Peek (2019)

Med The Strokes
- Is This It (2001)
- Room on Fire (2003)
- First Impressions of Earth (2005)
- Angles (2011)
- Comedown Machine (2013)
- The New Abnormal (2020)